# Banda 14 de Janeiro
A Banda 14 de Janeiro, em Elvas, foi criada em Fevereiro de 1952 na Sociedade Recreativa 1º de Dezembro que na altura lhe atribuiu o nome de Banda 1º de Dezembro. Por razões de ordem pessoal é desligada desta colectividade[carece de fontes?] e em 12 de Janeiro de 1955 é-lhe, por Estatuto, atribuído o seu actual nome.
A data de 14 de Janeiro tem um forte e importante significado histórico para a cidade onde reside, pois nela ocorreu e se comemora ano após ano a célebre "Batalha das Linhas de Elvas" em que se consolidou  a independência Nacional e se estabeleceu o Feriado Municipal da Cidade de Elvas. As raízes e tradições considerar-se centenárias porque algumas referências do passado assim o testemunham.
Reconhece-se, porém, que a maior parte das instituições musicais viviam ao sabor dos tempos, originando a perda da maioria dos seus dados históricos, os quais poderiam servir agora para uma base real de dados que atestariam a sua longevidade. Não será, no entanto, difícil de entender o acima referido, na medida em que na data da sua criação (1952) é integrado um grupo de músicos oriundos das antigas Bandas Militares das Unidades sediadas em Elvas (Infantaria 3 e Caçadores 8) que ao tempo eram os grandes veículos e suportes da cultura musical enraizada nas populações ao seu redor. Desses músicos a sua maior parte já era de idade avançada, muitos deles na casa dos sessenta, o que comprova na realidade o passado histórico-musical que a actual Banda 14 de Janeiro herdou e que existe no seu seio.
Ao longo da sua existência tem vivido períodos da transição bons e menos bons, conseguindo manter-se em pleno funcionamento graças à força e dedicação de alguns "carolas" e "apaixonados da música" que de uma forma gratuita e desinteressada têm sabido transmitir aos vindouros todos os ensinamentos que, da mesma forma gratuita, receberam dos seus antecessores. Teve como seu primeiro regente e fundador o Sr. Francisco Miranda Raposo, verdadeiro obreiro e exemplo de dedicação ímpar à causa da música, sendo de toda a justiça salientar e enaltecer elogiosamente toda a sua acção desenvolvida em prol das bandas de música. Muitas outras ilustres figuras que anonimamente deram o seu contributo à causa musical e a esta Banda, merecem destaque no seu quadro de recordações fazendo parte da sua história.
Tem participado ao longo da sua vida em numerosas actividades musicais quer em Portugal, quer em Espanha, que tem merecido referências elogiosas. possui actualmente 40 executantes de ambos os sexos. Tem em funcionamento uma escola de música com principal incidência nas camadas jovens, de onde saem todos os seus executantes. Além da Banda de Música a sociedade têm originado diversos agrupamentos tanto musicais como cénicos apoiando as iniciativas na sua faceta logística e com a participação dos elementos da escola e da banda de música. Foi distinguida pela Câmara Municipal de Elvas com o "Diploma da Honra da Cidade de Elvas" por deliberação de 22 de Fevereiro de 1980. É membro da Federação Portuguesa das Colectividades de Cultura e Recreio com o número 1559, desde 12 de Março de 1996. aderiu à Federação das Bandas do Distrito de Portalegre em 24 de Março de 2001. Aderiu à Alem Tejo Música na data da sua fundação em 17 de fevereiro de 2009. O seu estandarte de cor de fundo bordeou, tem no seu centro uma lira bordada a ouro como símbolo da música e o brasão de armas da cidade de Elvas ladeados por espigas de trigo atadas em laçarote de pontas estendidas com os seguintes dizeres: "Banda 14 de Janeiro" sendo rematado com franja dourada.